# (12246) Pliska
(12246) Pliska ist ein Asteroid des Hauptgürtels, der am 11. September 1988 von der bulgarischen Astronomin Wioleta Iwanowa am Bulgarischen Nationalen Astronomischen Observatorium – Roschen (IAU-Code 071) bei Smoljan entdeckt wurde.
Der Asteroid wurde nach der nordostbulgarischen Stadt Pliska benannt, der 681 gegründeten Hauptstadt des Ersten Bulgarischen Reiches.